# Magic Bytes
Magic Bytes è un marchio tedesco di pubblicazione di videogiochi per computer, attivo tra il 1987 e il 2000. Venne utilizzato come marchio primario dalla micro-partner Software GmbH (scritto ufficialmente in minuscolo), già attiva dal 1985 e dedita anche allo sviluppo interno di alcuni dei giochi, e nel 1991 passò all'editrice Verlag R. Kleinegräber fino alla chiusura, in entrambi i casi con sede a Gütersloh.
Il fondatore della micro-partner riportò in attività il marchio nel 2017, avviando una nuova Magic Bytes negli Stati Uniti, con lo stesso logo di quella storica.

## Storia
La micro-partner venne fondata da Thomas Meiertoberens, proveniente dalla Rainbow Arts della quale fu confondatore, il 1º dicembre 1985 a Gütersloh. A quei tempi il gruppo di lavoro era formato dal titolare Meiertoberens, il programmatore Rolf Lakämper e la grafica Bettina Wiedner, tutti e tre ventenni, e si fece notare con il successo di Mission Elevator, pubblicato in diversi paesi del mondo, il primo videogioco tedesco ad avere notevole successo internazionale. Un altro titolo che diede spinta all'azienda fu Werner, che vendette 50 000 copie nella sola Germania. L'amministratore e proprietario di micro-partner rimase sempre Meiertoberens.
Il marchio Magic Bytes venne creato nel 1987 da Meiertoberens e venne di seguito utilizzato per pubblicare quasi tutti i giochi della micro-partner. Il suo debutto avvenne sempre nel 1987 con Western Games e Clever & Smart. La Magic Bytes, quando apparteneva alla micro-partner, pubblicò titoli per Amiga, Commodore 64, Atari ST, Amstrad CPC e MS-DOS; alcuni vennero anche adattati per MSX e ZX Spectrum.. Il marchio riuscì ad affermarsi anche grazie a giochi con licenza su personaggi di fumetti e cartoni animati quali Tom & Jerry e La Pantera Rosa. Si ricorda anche per i suoi giochi rompicapo con immagini di ragazze nude. Magic Bytes pubblicò molti giochi di propria creazione, ma anche titoli creati da studi come DigiTek, Neo, reLINE e Synetic. La distribuzione nei paesi germanofoni era gestita da Bertelsmann, una sussidiaria della Ariolasoft, mentre con altri accordi di co-pubblicazione o distribuzione si raggiungevano Europa, Australia e Stati Uniti.
Attraverso l'etichetta Magic Bytes, la micro-partner riuscì a farsi un nome a livello internazionale.
In questo primo periodo l'industria videoludica tedesca, o meglio della Germania Ovest, era costituita principalmente dalla precoce Kingsoft, poi con l'avvento delle macchine a 16 bit (soprattutto Amiga) anche da Rainbow Arts e micro-partner/Magic Bytes, sostenute rispettivamente dai distributori nazionali Rushware e Ariolasoft; ma era soprattutto la Rainbow Arts a emergere come maggiore software house tedesca.
Il 20 maggio 1988 Meiertoberens fondò una controparte statunitense, la Magic Bytes USA Inc. a Tampa, attiva fino al 1998.
Dopo Magic Bytes, la micro-partner creò anche un'altra etichetta, la Axxiom. La distribuzione dei giochi Axxiom venne affidata alla Bomico di Francoforte. Axxiom pubblicò alcuni titoli poco noti e riedizioni nel 1987-1989, prevalentemente per Amiga.
A luglio 1988, dopo varie voci che suscitarono interesse mediatico nel settore (tra cui la possibilità che il marchio Magic Bytes fosse integralmente ceduto alla Rainbow Arts), Rolf Lakämper e la sua squadra di sviluppo lasciarono la micro-partner e passarono alla Rainbow Arts, dove realizzarono alcuni titoli sotto l'etichetta Golden Goblins. La micro-partner assunse altri programmatori, tra cui un gruppo di tre giovani reclutato in Danimarca, che si trasferì a Gütersloh.
La Magic Bytes firmò accordi di collaborazione con svariati partner del settore, come OziSoft, Infogrames, Ubisoft, Gremlin Graphics, MicroProse, DigiTek ed Erbe Software. Ad esempio nel 1988 la Gremlin sostituì la Ariolasoft nell'importazione dei titoli Magic Bytes nel Regno Unito.
La statunitense DigiTek e la micro-partner si accordarono invece per pubblicare reciprocamente i titoli dell'altra azienda nel proprio continente, e pianificarono anche di realizzare uno studio di sviluppo congiunto a Tampa.
Nel 1989 Meiertoberens sosteneva di usare un particolare metodo per contrastare la pirateria, tenendo contatti diretti con 40 pirati in tutta la Germania. Subito prima dell'uscita di un nuovo gioco, l'azienda ne inviava gratuitamente una copia ai pirati stessi, che in cambio dell'omaggio si astenevano dal craccare il programma.
La micro-partner avviò una procedura di fallimento nel giugno 1991, per cause non dichiarate.
Ralf Kleinegräber acquisì allora i diritti sull'etichetta Magic Bytes e riprese l'attività di pubblicazione, continuando a servirsi di sviluppatori esterni come reLINE. La nuova azienda proprietaria era riferita come Verlag R. Kleinegräber o successivamente Magic Bytes International Publishing, e aveva sede sempre a Gütersloh. Sotto la guida di Kleinegräber la Magic Bytes produsse titoli per Amiga, MS-DOS e Windows, tutti sviluppati esternamente.
L'ultimo gioco della Magic Bytes uscì nel 2000.
Nel complesso, l'edizione tedesca della rivista Retro Gamer riporta che l'azienda pubblicò 20 giochi originali e cita come grande successo Have a N.I.C.E. Day! (1997).
Nel 2017 il fondatore originario Thomas Meiertoberens, che nel frattempo si era trasferito negli Stati Uniti nel 1997 per gestire un'impresa immobiliare, riportò in attività il marchio fondando la Magic Bytes LLC, di cui è amministratore delegato. La nuova azienda statunitense, con sede legale a Lewes e operativi e rappresentanti a Orlando e Bielefeld, si specializza in giochi educativi, realtà virtuale e realtà aumentata.

## Videogiochi
Elenco, probabilmente completo, dei videogiochi pubblicati come Magic Bytes tedesca. Solo nei primi anni alcuni titoli vennero anche sviluppati internamente dalla micro-partner.
- Air Supply (1990) per Amiga, Atari ST
- Beam (1989) per Amiga, Atari ST, Commodore 64
- Big Business (1990) per Amiga, Atari ST, DOS
- Biing! (1995) per Amiga, DOS
- Biing! 2: Sonne, Strand und heiße Nächte (1999) per Windows
- Blue Angel 69 (1989) per Amiga, Atari ST, Commodore 64, DOS
- The Box Vol. 1 (1994) per Amiga, DOS; raccolta di Burntime, Dynatech, Whale's Voyage
- Clever & Smart (1987) per Amiga, Amstrad CPC, Atari ST, Commodore 64, MSX, ZX Spectrum
- Crystal Hammer (2000) per Windows
- Dark Secrets of Africa (1999) per Windows
- Dino Wars (1991) per Amiga, Commodore 64, DOS
- Domination (1990) per Amiga, Atari ST, Commodore 64
- Drilling Billy (1997) per DOS; edito da altri come The Worlds of Billy
- Dynatech (1992) per Amiga, DOS
- Elysium (1992) per Amiga, DOS
- Eskimo Games (1989) per Amiga, Atari ST
- Fantastic Four 2 (1990) per Commodore 64[17]; raccolta di Combat Zone, Exorcist, Top Cross, Vampire's Empire; i primi due erano probabilmente originali mai pubblicati prima
- Have a N.I.C.E. Day! (1997) per Windows
- Have a N.I.C.E. Day!: Track Pack (1997) per Windows; espansione
- It's a Kind of Magic o Forces magiques (1988) per Amiga, Amstrad CPC, Atari ST, Commodore 64; raccolta di Clever & Smart, Pink Panther, Vampire's Empire, Western Games; su Amstrad al posto di Vampire's Empire ci sono Dakar 4x4 e Operation Nemo
- Kind of Magic 2 (1990) per Amiga, Atari ST, Commodore 64; raccolta di Beam, Mini Golf, Nightdawn, Tom & Jerry
- Kind of Magic 3 (1993) per Amiga; raccolta di Blue Angel 69, Domination, Vampire's Empire; prima versione anche North Sea Inferno, poi sostituito da Clever & Smart e Cyber World
- Kind of Magic 4 (1994) per Amiga; raccolta di Dynatech, Elysium, U.S.S. John Young 2
- Mini Golf (1988) per Amiga, Atari ST, Commodore 64; edito da altri come Hole-In-One Miniature Golf, Hole in One o Amy Putt
- N.I.C.E. 2 (1998) per Windows; edito da altri come Excessive Speed o Breakneck
- Nightdawn (1989) per Amiga, Atari ST, Commodore 64
- North Sea Inferno (1989) per Amiga, Atari ST, Commodore 64; edito da altri come Persian Gulf Inferno
- The Paranoia Complex o Cyber World (1989) per Amiga, Amstrad CPC, Commodore 64, ZX Spectrum
- Penthouse Hot Numbers (1993) per Amiga, DOS
- Penthouse Hot Numbers Deluxe (1993) per Amiga, DOS
- Pink Panther (1988) per Amiga, Amstrad CPC, Atari ST, Commodore 64, MSX, ZX Spectrum
- Rent-a-Hero (1998) per Windows
- The Second World (1990) per Amiga, Atari ST, Commodore 64, DOS
- Sexy Droids (1992) per Amiga, DOS
- Tom & Jerry: Hunting High and Low (1989) per Amiga, Amstrad CPC, Atari ST, Commodore 64, MSX, ZX Spectrum
- Tom & Jerry 2 (1989) per Amiga, Amstrad CPC, Atari ST, Commodore 64, ZX Spectrum
- U.S.S. John Young (1990) per Amiga, Atari ST, Commodore 64, DOS
- U.S.S. John Young 2: A Realistic Warship Simulation (1991) per Amiga; edito da altri come Operation Spruance
- Vampire's Empire (1988) per Amiga, Atari ST, Commodore 64, MSX, ZX Spectrum
- Wall$treet (1989) per Amiga, Atari ST, Commodore 64, DOS
- Western Games (1987) per Amiga, Amstrad CPC, Atari ST, Commodore 64

American Journeys, European Journeys e Industrial Rebound per Amiga erano in sviluppo e vennero descritti dalla stampa nel 1991, ma mai pubblicati.
Mindbender (1989), per Amiga e Atari ST, era prossimo alla pubblicazione da parte di Magic Bytes, ma Gremlin Graphics lo ritenne un plagio di Deflektor; le aziende trovarono un accordo amichevole per cui fu pubblicato dalla Gremlin.
Magic Bytes pubblicò anche almeno un software non ludico, Abenteuer Raumfahrt (Windows, 1997), CD-ROM multimediale sull'astronautica.

### micro-partner
Videogiochi sviluppati dalla micro-partner prima che adottasse il marchio Magic Bytes:
- Werner (1986) per Amstrad CPC, Commodore 64; edito da Ariolasoft
- Mission Elevator (1986) per Amstrad CPC, Commodore 64, ZX Spectrum; edito da Eurogold

### Axxiom
Videogiochi della Axxiom, marchio secondario della micro-partner dopo Magic Bytes:
- ATAX (1988) per Amiga, Atari ST
- Crystal Hammer (1988) per Amiga, DOS
- Growth (1988) per Amiga, Atari ST
- Gunshoot (1988) per Amiga; clone di Bank Panic
- Mission Elevator (1987) per Amiga, Atari ST
- Powerstyx (1988) per Amiga
- Spaceport (1987) per Amiga, Atari ST
- Spinworld (1988) per Amiga
- Triple X o Tripple-X (1989) per Amiga
- The Way of the Little Dragon (1987) per Amiga